# Деже Молнар
Дежа Молнар (мађ. Molnár Dezső; Мађарлак, 12. децембар 1939 — ) је мађарски фудбалер, играо је за фудбалску репрезентацију Мађарске на Светском првенству у фудбалу 1966. године, на позицији нападача. Играо је за клубове Сомбатхељ Халадаш, Вашаш Бп. и Ганз Маваг.
Између 1966. и 1967. године наступио је у репрезентацији 8 пута и постигао 1 гол. Прву утакмицу за репрезентацију одиграо је 8. маја 1966. против Југославије, а последњу 24. маја 1967. против Данске3. Једанпут је играо за олимпијску репрезентацију (1963), шест пута је играо за Б репрезентацију Мађарске (1962–65), пет пута је наступио за репрезентацију Будимпеште (1963–67, 2 гола).